# Азербайджано-тунисские отношения
Азербайджано-тунисские отношения — двусторонние дипломатические отношения между Азербайджанской Республикой и Тунисской Республикой в политической, социально-экономической, культурной и др. сферах.

## Дипломатические отношения
Дипломатические отношения между Азербайджаном и Тунисом были установлены 1 июля 1998 года.
Распоряжением Президента Азербайджана Ильхама Алиева от 30 ноября 2012 года Чрезвычайным послом Азербайджана в Тунисе был назначен Тарик Исмаил оглы Алиев.
В целях представления Президенту Туниса Мунсефу Марзуку верительных грамот в связи с назначением послом Азербайджана в Тунисе, 16-22 марта 2014 года посол Тарик Алиев пребывал в Тунисе.

## Экономическое сотрудничество
15 ноября 2005 года азербайджанская делегация во главе с министром связи и информационных технологий Али Аббасовым посетила Тунис с целью поучаствовать во второй стадии Всемирного саммита по информационному обществу. В ходе данного саммита 17 ноября был организован «День Азербайджана».
Согласно статистическим данным торгового отделения Организации Объединённых Наций (COMTRADE), в 2011 году объём экспорта машинного оборудования из Туниса в Азербайджан составил 4.61 миллион долларов США.
Согласно данным Государственного комитета статистики Азербайджана, в 2013 году объём товарооборота Азербайджана с Тунисом составил 187,1 млн долларов США (импорт - 0,3 млн долларов США, экспорт - 186,8 млн долларов США, сальдо внешней торговли - 186,5 млн долларов США).
Согласно статистическим данным торгового отделения Организации Объединённых Наций (COMTRADE), в 2015 году объём экспорта измерительных приборов и машин из Туниса в Азербайджан составил 522 долларов США.
В 2020 году объём экспорта продукции из Азербайджана в Тунис составил 142,6 млн долларов США.

## Культурные связи
В июне 2012 года в Тунисе было проведено мероприятие по случаю Дня республики Азербайджана.
В соответствии с планом мероприятий государственной программы «Азербайджанская молодежь в 2011-2015 годах» в марте-мае 2014 года в Тунисе был организован конкурс сочинений на тему «Что я знаю об Азербайджане?".  23 августа – 1 сентября 2014 года Министерство молодежи и спорта Азербайджана организовало ознакомительный визит в Азербайджан для победителей данного конкурса.

## Международное сотрудничество
На международной арене сотрудничество осуществляется в рамках различных международных организаций, таких, как ООН, ОИС и т.д.